# Cratere Urey
Urey è un cratere lunare di 39,29 km situato nella parte nord-orientale della faccia visibile della Luna.
Il cratere è dedicato a Harold Clayton Urey, premio Nobel nel 1934 per la chimica.